# Istoria cartografiei
În evoluția sa istorică, cartografia s-a dovedit a fi o veritabilă „fabrică de imagini” care a surprins, a prelucrat și a transmis (prin diverse tehnici instrumentale), modele și viziuni asupra naturii și a relațiilor sociale. Modelul cartografic este probabil unul din primele modele (dacă nu chiar primul) creat de către om.
După unii autori, harta ar avea o origine urbană. Este foarte adevărat că dezvoltarea unui oraș a fost, este și va fi legată de o formă de măsură și gestiune a spațiului de dezvoltare . Se consideră că apariția primelor hărți a fost legată de necesitatea de orientare a primilor oameni (în primul rând), și apoi de necesitatea delimitării spațiului de vânătoare și mai apoi a celui cultivat, etc.
Alți autori , susțin faptul că elaborarea hărților cu siguranță a precedat textele scrise (“scriitura”).
Inciziile rupestre din diverse părți ale lumii cu siguranță nu sunt produsul unei civilizații urbane, dar categoric preced textele scrise. Indiferent de cei care au fost autorii primelor hărți, fapt este că harta este un instrument universal adoptat de aproape toate societățile ca (un) instrument pentru reprezentarea propriei lumi, în speță pentru a crea o viziune ordonată și instituționalizată asupra lucrurilor. Este foarte adevărat pe de altă parte, că există populații care nu cunosc nici astăzi reprezentările cartografice. Așa este cazul unor populații amazoniene (populația Guarani, tribul M′bia), vânători, și pescari într-o zonă vastă situată între Paraguay și Brazilia. După toate probabilitățile, primele încrustații rupestre reprezentând imagini dintr-o lume rurală bazată pe agricultură, aveau aproape sigur o funcție magico-religioasă. Primele populații (primitive) nu aveau cunoștințe de geometrie euclidiană. Reprezentările sub formă de încrustații rupestre erau o “sistematizare” a limitelor funciare și a teritoriilor de vânătoare, având și rolul unor elemente sacrale. Pot fi considerate aceste incizii rupestre drept hărți ? Este greu de răspuns la această întrebare. Distincția se poate face în funcție de cartografia științifică sau non-științifică, în raport cu care vom considera o hartă adevărată sau falsă (cum pretind unii cartografi contemporani). Oricum aceste incizii au reprezentat un început și sunt o evidență. Desigur, cu timpul, harta va deveni modelul științific elaborat cu tehnici din ce în ce mai sofisticate.

## Cea mai veche hartă din lume
Până nu de mult, reprezentarea cartografică babiloniană, executată pe o tăbliță de argilă, scoasă de sub ruinele cetății Ga-Sur (2.500 î.e.n.) era considerată cea mai veche hartă. Pe această hartă apare pentru prima dată scrierea cuneiformă și primele indicații asupra punctelor cardinale și asupra vecinilor.
Cele mai recente cercetări au arătat că cea mai veche „hartă” ar fi (după unii specialiști), planul orașului Çatalhöyük din Anatolia, Turcia. Acesta reprezintă dispunerea a aproximativ 80 de locuințe și a fost descoperită de cercetătorul James Mellaart în anul 1963 în urma unor excavații. Data acestei lucrări, determinată prin metode de datare radioactivă, este de aproximativ 6.200 î.e.n.
Desigur, în timp, reprezentarea realității este mult dezvoltată, ajungându-se în sec al VII-lea și al VI-lea î.e.n. la reprezentări care fac diferența între o reprezentare „mitică” și una „științifică” .
Primele reprezentări conștiente, primele semne de cultură cartografică organizată sunt atribuite de Giorgio Colli  perioadei sec. al IX-lea și al VIII-lea, î.e.n. epoca compoziției poemelor homerice și epoca cetăților-state. Este epoca în care apare o separație între esența naturii (sau a lumii), și reprezentarea ei. Logosul se separă de mit, cu alte cuvinte viziunea mitică asupra lumii devine alegorie. Apare separarea între adevăr și opinie.
Grecii antici se pare că au fost primii care au lăsat posterității primele hărți propriu-zise. Lui Anaximandru din Milet (611-546 î.e.n.) i s-a atribuit prima reprezentare a Pământului, primul planisfer. Din păcate, opera lui Anaximandru este pierdută aproape în întregime. Mărturii despre aceasta provin pe căi indirecte prin: Herodot, Aristotel, Eratostene, Strabon, Diogene etc. Anaximandru a realizat prima viziune nadirală asupra Pământului. Eratostene, Strabon și Diogene i-au atribuit lui Anaximandru prima utilizare a gnomonului, principiu care a stat la baza edificării obeliscului, care, aflat într-o poziție particulară, făcea posibilă determinarea solstițiilor, a echinocțiilor, calculul meridianului, etc. Cunoștințele lui Anaximandru au stat la baza dezvoltării metodelor de măsurare a spațiului și timpului. Harta construită de Anaximandru era perfect rotundă, Pământul circular fiind înconjurat de ape (Okeanos), avea Delfi în centrul său.
Arno Peters, creatorul celebrei proiecții care îi poartă numele, consideră că forma rotundă era naturală pentru oamenii din timpurile respective, deoarece ei cunoșteau o mică parte din suprafața terestră. Ne putem imagina că Anaximandru, pornind din punctul central Delfi și măsurând distanțe în toate direcțiile a ajuns în final la acea formă circulară.

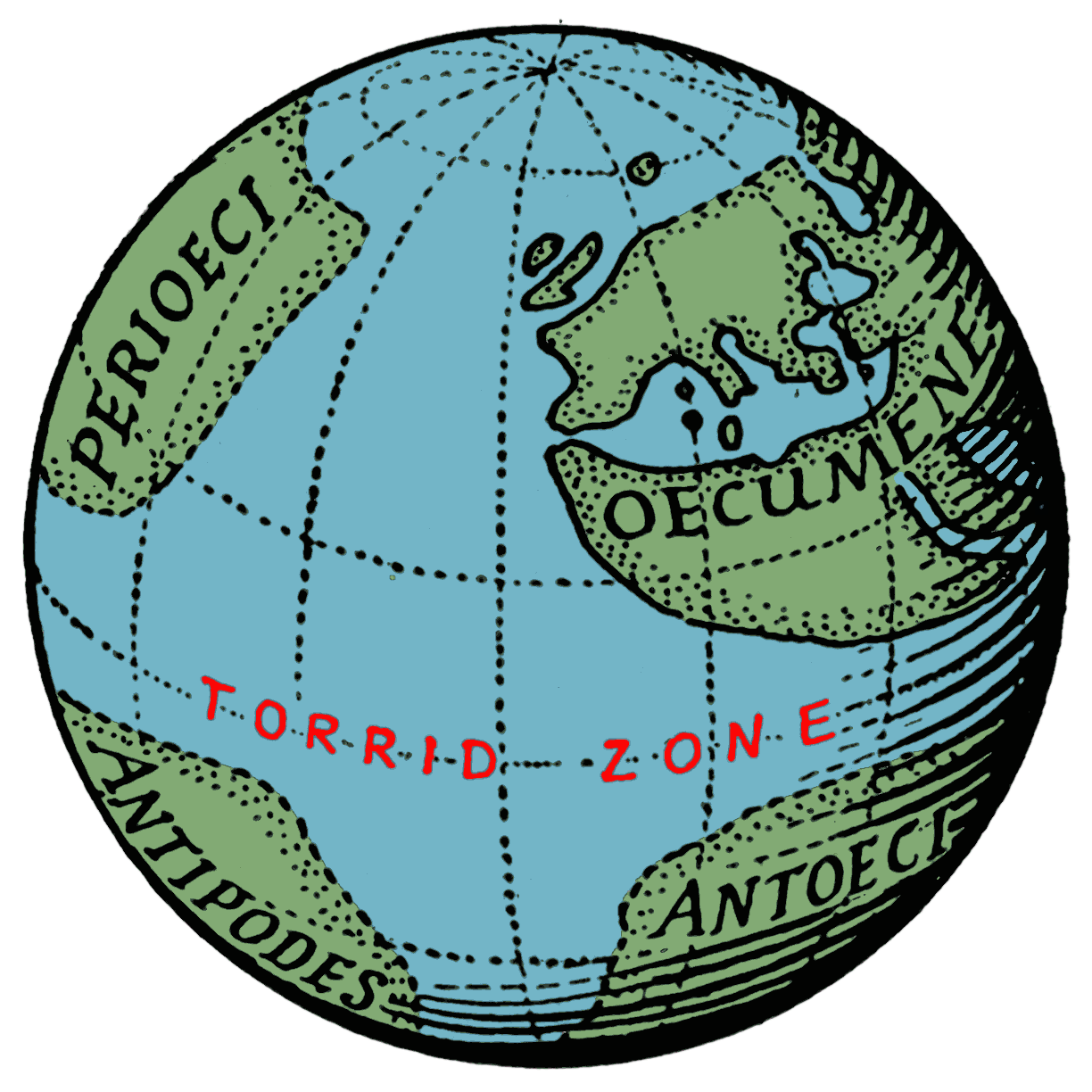
Reproducere modernă după o reconstrucție din 1921 a globului lui Crates (cca. 150 î.e.n.)

Ideea sfericității Pământului a fost susținută de către Pitagora și Herodot și a fost dovedită de către Aristotel (secolul al IV-lea î.e.n.) și Eratostene (secolul al III-lea î.e.n.) prin executarea unor măsurători asupra arcului de meridian în Egipt. Tot din această perioadă provine și primul glob geografic a cărui creație este atribuită lui Crates.
Hiparh, în secolul al II-lea î.e.n., aduce contribuții importante în dezvoltarea cunoștințelor cartografice ale vremii prin introducerea primelor sisteme de proiecții cartografice. Lui îi sunt atribuite: utilizarea partiției sexagesimale și sistemele de longitudine-latitudine, primele proiecții conice, utilizarea științifică a astrolabului (cca. 150 î.e.n.).

## Perioada antică creștină

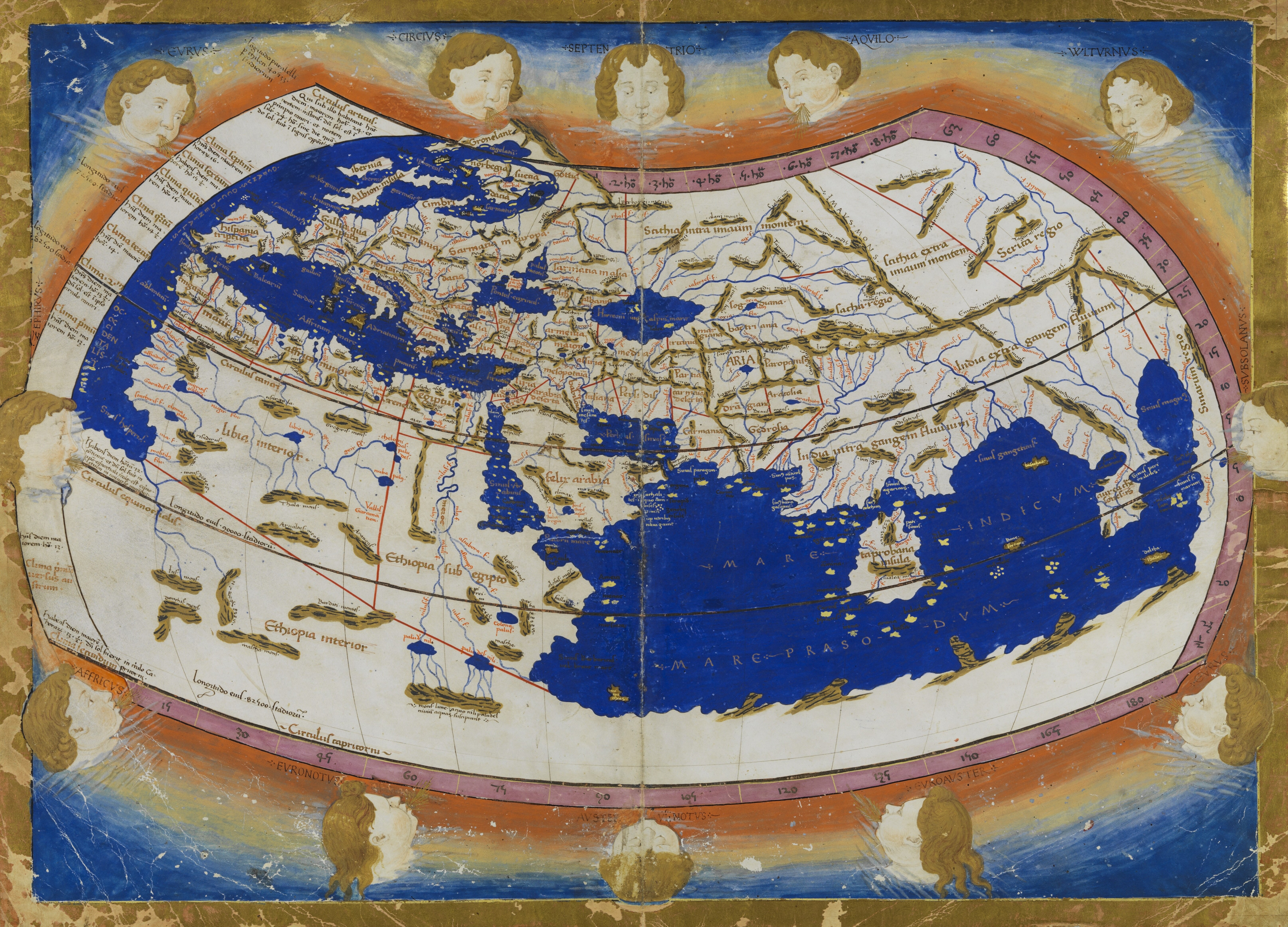
Una din numeroasele ediții ale hărții lui Ptolemeu, sec. al II-lea (ediția Nicolaus Germanus, 1467)

Primele încercări cartografice din această perioadă se regăsesc în lucrările lui Agrippa („Harta imperiului”), și în lucrările lui Strabo („Geographia”, cca. 19 e.n.). Tot atunci, Pomponius Mela (în lucrarea sa „Cosmographia”) reprezintă Tracia.
Cea mai mare contribuție la dezvoltarea științei cartografice ale timpurilor sale a adus-o Ptolemeu (cca. 90-168) autorul lucrării geografice cu peste 8.000 de indicații toponimice, autorul unui Atlas cu 28 de hărți realizate pe baza unei rețele cartografice riguroase și sprijinite pe puncte ale căror coordonate geografice erau cunoscute. Ptolemeu realizează aceste hărți utilizând proiecțiile cartografice.
Civilizația romană a preluat multe cunoștințe de la anticii greci, dar, din păcate, nu le-a dezvoltat (în sens cartografic). Mai mult decât atât, hărțile romane pierd proiecția cartografică (baza matematică) devenind mai puțin precise.
Cel mai reprezentativ produs al acelor timpuri, care a ajuns în zilele noastre sub formă de copie este Tabula Peutingeriana (după numele descoperitorului său C. Peutinger). Păstrată la Biblioteca Națională a Austriei din Viena, această hartă (de 6,75 × 0,34m), este realizată pe pergament și ne prezintă lumea cunoscută de romani dinspre Insulele Britanice la vest, până la Gange (la est). Pe ea sunt marcate șoselele Imperiului Roman, fiind marcate și distanțele dintre orașe (în mile romane).

Tabula Peutingeriana. Facsimil de Conradi Millieri, 1887/1888

Pe continentul asiatic, în această perioadă Pei Hsiu (224-273) a elaborat o hartă a Imperiului Chinez, și a dezvoltat principiile cartografiei. Din păcate, asupra acestei hărți avem numai referiri, ea fiind pierdută.

## Perioada Evului Mediu

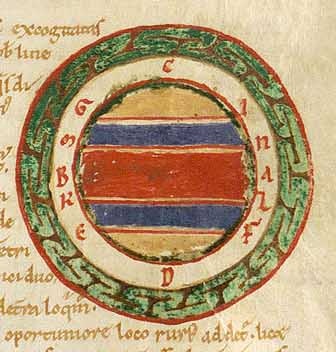
Zonarea climatică a Pământului făcută de Macrobius în „Commentarii in Somnium Scipionis”

Viziunea lumii medievale este influențată în foarte mare măsură de creștinism, de întrebările care preocupau gânditorii acelor timpuri: problema locului și rolul omului în Univers. Imaginea lumii medievale asupra valențelor umanității, era strâns legată de doctrina bisericii. Reprezentările caracteristice acestei perioade sunt hărțile Terrarum Orbis (TO). Arhetipul hărților TO a fost (se pare) creat de călugărul spaniol Beatus de Liebana în secolul al VIII-lea. Hărțile de tip TO s-au bazat pe reprezentările antice, simple, a lumii protocreștine. Acest gen de reprezentări a fost dezvoltat timp de peste cinci secole până la apariția cartografiei tehnice dezvoltate pentru nevoile navigației, începând cu secolul al XIV-lea.
În acest interval, numit de istoricii cartografiei „anii întunecați ai științei cartografice”, au existat timide încercări de dezvoltare a acestei științe. Macrobius elaborează în jurul anului 400 o hartă care face o zonare climatică a Pământului. De asemenea, Stadiasmus elaborează o hartă care stabilește direcții de navigație. Marcianus elaborează o listă cu cartografii cunoscuți ai timpului său.
În sec. al XI-lea, Ierusalimul, centrul teologic al lumii, devine centrul geometric al hărților TO, practic centrul lumii. În modelul TO, litera O reprezintă Pământul, iar litera T împarte această lume în trei părți: Europa, Asia și Africa care erau dispuse în jurul Mării Mediterane („Mare Nostrum” a latinilor). De remarcat faptul că acest tripartitism era influențat pe de o parte de nivelul cunoașterii de la acea vreme (Americile nu erau încă descoperite), pe de altă parte era în deplină concordanță cu preceptele bisericii (Trinitatea sau Sfânta Treime).
Modelul cel mai elaborat al hărților TO este considerat mapamondul Ebsdorf realizat în Germania sec. al XIII-lea, păstrat la Hanovra (și bombardat în timpul celui de-al doilea război mondial). O altă hartă de acest gen, mai puțin minuțioasă, se regăsește în catedrala Hereford (1290). Aceste hărți aveau în comun caracterul pictural (fiind hărți-imagini) care nu se pretau măsurătorilor cartometrice și navigației.
Printre ultimele produse cartografice creștine de tip TO este considerat Mapamondul venețian a lui Fra Mauro (a doua jumătate a secolului al XV-lea). Este una din cele mai precise reprezentări din această categorie. Spre deosebire de cele precedente, centrul geometric nu mai este Ierusalimul și se pare că este printre ultimele hărți pe care nu apare Lumea Nouă. În fine, trebuie să menționăm mapamondul lui Martin Behaim, primul care reprezintă Pământul sub formă de sferă (1492) după concesii ce au durat aproape 30 de ani, timp în care a fost demonstrată sfericitatea Pământului (circumnavigațiile lui Magellan, 1519-1521).
Hărțile de tip TO au ajuns în sec. al XIII-lea într-un impas, deoarece nu se pretau prelucrării instrumentale (măsurătorilor). Cu toate acestea, considerăm că ele au avut un aport considerabil în dezvoltarea cunoștințelor geografice ale epocii. În general, hărțile TO, asemeni hărților antice, aveau o natură profund simbolică și metaforică. Ele au reprezentat un act de interpretare și reflectare a lumii creștine. Asemeni hărții lui Anaximandru, hărțile de tip TO erau o metaforă a lumii, un act semiologic care evidenția raporturile sociale (în primul rând religioase) alături de raporturile spațiale (centrul religios devenea centrul geometric al lumii).

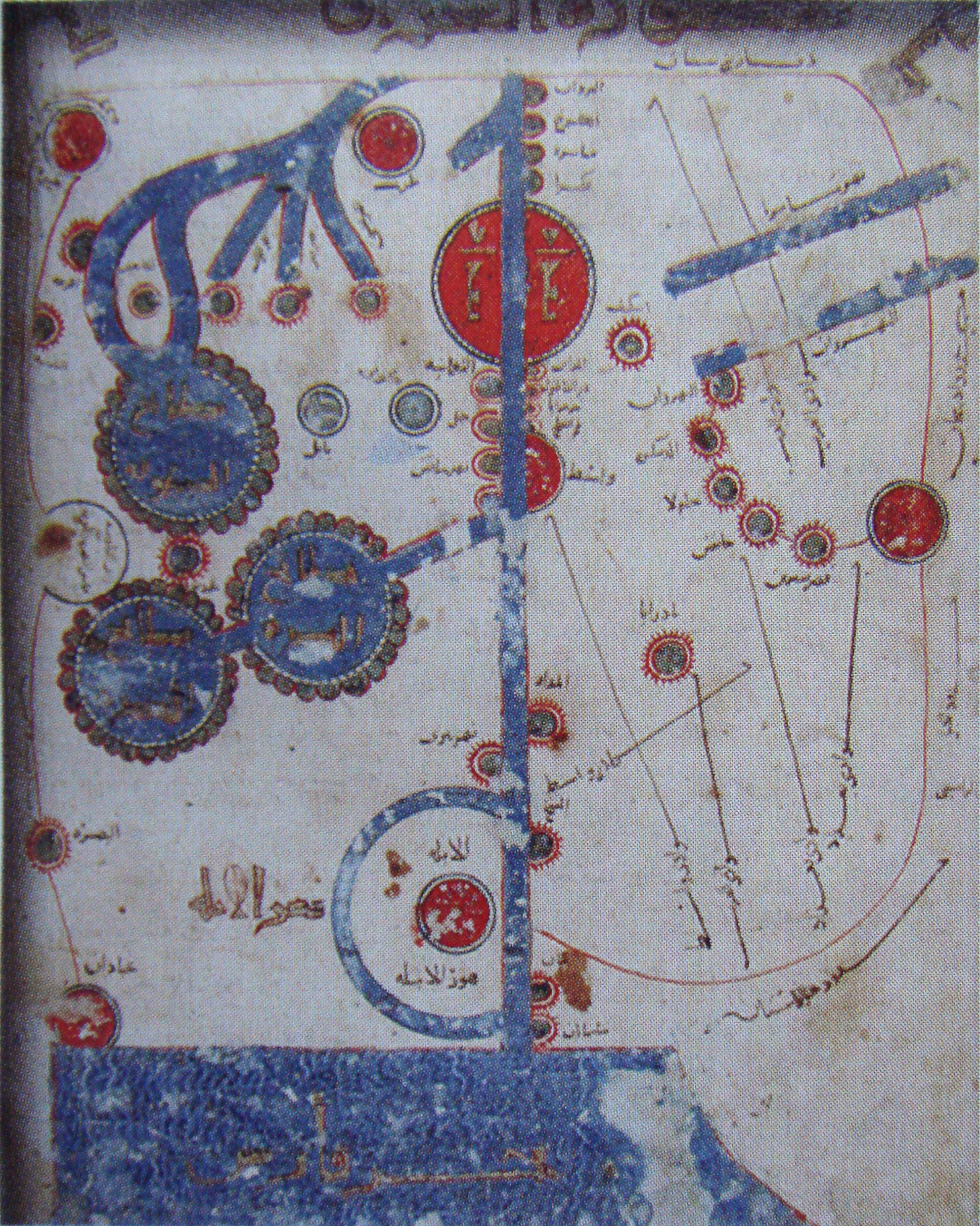
Hartă realizată de Abu Ishaq Ibrahim ibn Muhammad al-Farisi al Istakhri în „Cartea drumurilor și a regatelor”, secolul al IX-lea

Tot din această perioadă se cuvine să amintim contribuțiile deosebite pe care gânditorii arabi și chinezi le-au avut la dezvoltarea științei reprezentărilor terestre. Astfel, Chia Tan a elaborat o hartă a Chinei (în sec. al VIII-lea), Alkhwariami (sec. al VIII-lea) elaborează tabele de coordonate (latitudinale și longitudinale), Abu Jafar din Khiva elaborează o hartă a lumii, iar Istakhri (cca. 900) este autorul unei hărți a lumii destul de precisă. Zarkala calculează arcul de meridian dintre Toledo și Bagdad (cca. 1000), iar în anul 1154 apare o lucrare cartografică de excepție, harta elaborată de Idrisi.
Spre sfârșitul sec. al XII-lea, utilizarea busolei era un lucru obișnuit iar necesitățile cunoașterii erau tot mai mari. Astfel, la începutul anilor 1300, se naște o nouă cartografie care derivă din cu totul alte exigențe decât cartografia creștină medievală, răspunzând necesităților navigației. Hărțile cartografilor arabi în general introduc un element de ordonare în execuție, detaliile suprafeței terestre sunt mult geometrizate fiind desenate cu rigla și compasul. În cursul sec. al XIII-lea, prin intermediul arabilor, busola este introdusă în Europa și devine un instrument indispensabil în orientare în general și în navigație în special.

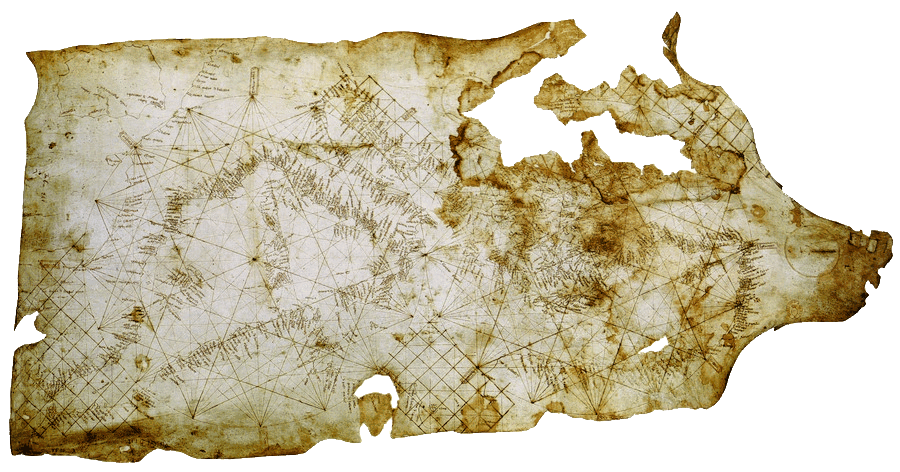
Carta Pisana, portulan de la sfârșitul secolului al XIII-lea (1275-1300)

Cerințele navigatorilor se extind și asupra preciziei hărților. Astfel, hărțile mănăstirești și cele de tip TO nu mai răspund exigențelor vremii. Locul lor este luat treptat de un alt produs cartografic cu adevărat valoros, portulanele. Acestea erau un tip de hărți regionale care permiteau identificarea liniilor de coastă și calculul distanțelor. În general, portulanele erau asociate unor “cărți” (înscrisuri), care conțineau descrierea zonelor costiere și timpii de navigație. Astfel, portulanul (harta + cartea) devenea un instrument nu numai o imagine simbolică, alegorică și metaforică. Împreună cu busola, portulanele permiteau calculul distanțelor dintre două porturi (sau timpul de navigație în funcție de viteza și direcția vântului). Suporturile pe care erau executate portulanele puteau fi diverse. Spre exemplu puteau fi utilizate piei de animale (piele de capră sau piele de vițel).
În general, construcția unui portulan era făcută pornind de la o linie care unea 16 puncte (cum este cazul hărții pisane) dispuse de regulă pe o circumferință. Cele 16 puncte nodale formau o rețea care delimita 16 zone de vânt (22˚30′). Folosind busola și compasul împreună cu zonele delimitate pe hartă, era posibilă calcularea distanțelor. Rezultatul acestei încercări este o hartă sobră, săracă în pete de culoare dar bogată în puncte și linii, dotată cu o nomenclatură precisă și fără decorațiuni particulare inutile.

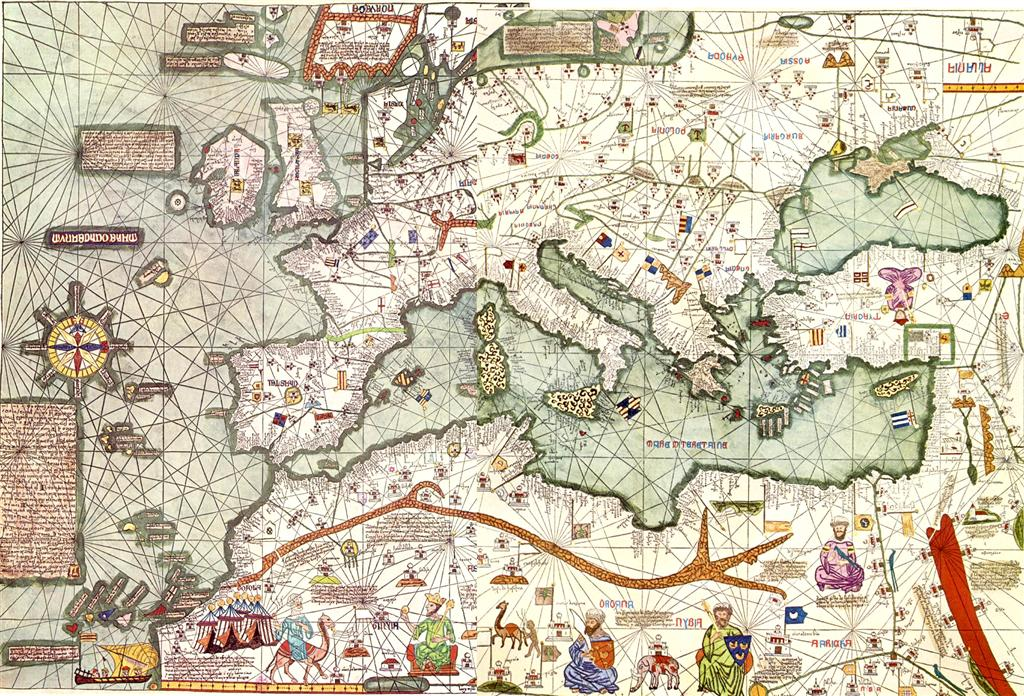
Marea mediterană în Atlasul Catalan din 1375 (copie din secolul al XIX-lea)

Un alt rezultat concret foarte evident a reprezentării Pământului pe portulane, este acela că în general față de reprezentările anterioare (spre exemplu hărțile TO), este redusă ca amploare suprafața Mării Mediterane. Spre exemplu, pe reprezentările lui Ptolemeu, aceasta era cu aproximativ 50% mai mare decât pe reprezentările cartografilor arabi. Pe baza portulanelor s-au dezvoltat adevărate școli cartografice cum ar fi cele din sec. al XV-lea și al XVI-lea (școala catalană, școala portugheză, etc.).

## Perioada Renașterii
Pentru a înțelege evoluția științei cartografice în această perioadă, este nevoie să facem un salt în timp. Vom reveni așadar la Ptolemeu. Locuitor al Alexandriei (Egipt), Claudius Ptolemeu a fost ultimul mare geograf al antichității clasice. În sec. al II-lea, el a scris lucrarea „Geographia” care e considerată actul formator al geografiei cantitative, a cărei scop este acela de măsurare a spațiului și a fenomenelor care se manifestă în spațiu. Opera lui Ptolemeu înfățișează concepția antică conform căreia Universul ar avea în centrul său Pământul. Aceeași viziune geocentrică este afirmată de această dată pe alte căi (demonstrații matematice).
După Tratatul de Astronomie, Geografia a fost lucrarea cu cel mai puternic impact. O traducere latină (atribuită umanistului bizantin Emanuel Chrysoloras) a fost dedicată papei Alexandru al V-lea în 1409, de către Giacomo da Scarperia. Această lucrare a fost retipărită și actualizată după descoperirea Americilor, prin strădania lui Erasmus de Rotterdam în anul 1533. De remarcat faptul că Geografia Ptolemeică nu vine în contradicție cu portulanele. Faimoasa proiecție a lui Mercator (sec. al XVI-lea) care este utilizată și astăzi (vezi Peters), este probabil cea mai reușită sinteză între două exigențe din toată istoria cartografiei: aceea de imagine a lumii (viziune) și aceea de instrument de măsură și control al teritoriului. Claude Raffestin afirma că „…în sec. XVII-lea principele simula pe hartă războaiele sale de cucerire, în timp ce, negustorul imagina viitoare beneficii în lungi itinerarii cartografice…”.
Impactul Geografiei Ptolemeice este deosebit de important prin faptul că introduce mecanismul proiecțiilor cartografice explicitând tehnica de reprezentare cartografică. Proiecția nu este numai o cunoștință geografică. Proiecția este instrumentul pentru reprezentarea unui punct, a unei regiuni, independent de localizarea sau de mărimea ariei reprezentate. Aceasta introduce principiul echivalenței în reprezentarea formelor peisajului terestru. Proiecția este așadar o metodă de descriere universală a lumii.
Cuvântul paralelă provine din grecescul paralelos = identic, substituibil, echivalent. Francesco Farinelli afirmă că Ptolemeu distinge pentru prima oară „choros” și „topos” adică regiune și loc (sau localizare). După Ptolemeu, geografia nu este și nu înseamnă corografia (descrierea calitativă a lumii) ci mai ales topografia și cartografia (descrierea lumii cu tehnica proiecțiilor) respectând principiul echivalenței. Pentru civilizația occidentală precum și pentru evoluția geografiei, lucrarea lui Ptolemeu are o importanță deosebită deoarece naște o tradiție matematică care se distanțează treptat de geografia filosofică sau istorică.
Redescoperirea clasicilor latini și greci, apariția tiparului și a tehnicilor de gravare cartografică (în cupru), dezvoltarea cartografiei matematice, efectuarea de măsurători din ce în ce mai precise, dezvoltarea instrumentelor de măsură și observație, dezvoltarea tehnicii în general, etc., toate acestea au condus la o evoluție deosebită a științei cartografice în perioada Renașterii (sec. al XV-lea și al XVI-lea). Puterile maritime ale vremii (Italia, Spania, Portugalia, etc.) dezvoltă adevărate școli cartografice. Este perioada de aur a portulanelor. Astfel, tehnica elaborării portulanelor este adusă la rang de artă prin strădaniile unor specialiști: venețianul Batista Agnese, portughezul Diego Homen, genovezul Maiolo, cretanul Calapoda, Freducci, Roselli, Mohamed Raus și mulți alții.
Paolo Toscanelli elaborează o hartă a lumii în secolul al XV-lea, care a fost considerată la vremea sa extrem de precisă, fiind folosită chiar și de Cristofor Columb în prima sa călătorie.

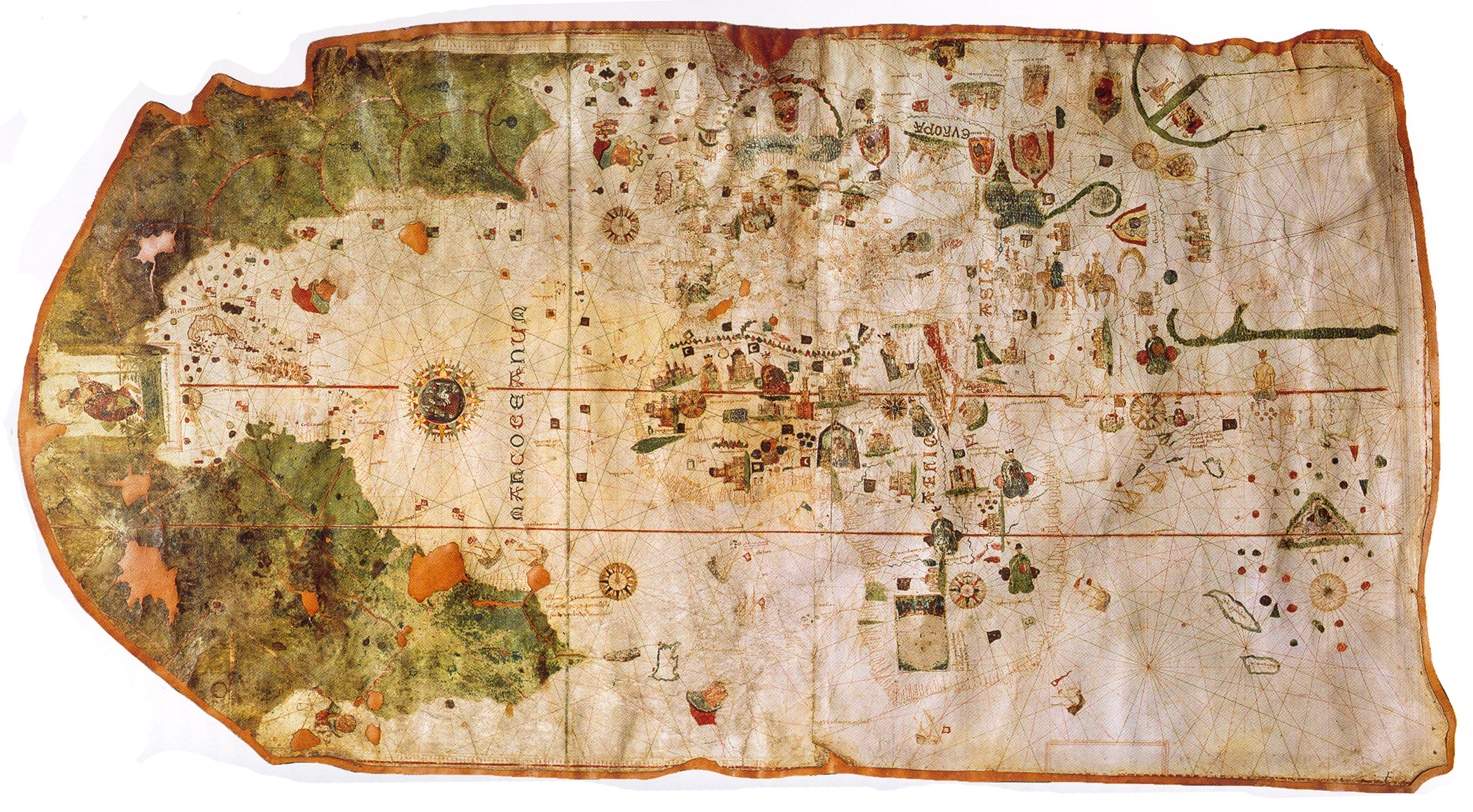
Harta lui Juan de la Cosa, cca. 1500

Juan de la Cosa elaborează în 1500 un portolan foarte frumos ilustrat folosind cerneluri și tehnica acuarelă, rezultat al observațiilor din călătoriile sale, autorul fiind considerat unul din cei mai buni piloți de navă ai timpului său. În acest portolan, este pentru prima dată precizată natura insulară a Cubei.
Portughezul Diego Ribeiro, elaborează o hartă (1527) considerată drept o lucrare cartografică de mare finețe pentru timpul său, hartă care cuprinde numeroase decorații (astrolab, cuadrant), texte privind regulile de navigație, precum și numeroase informații despre diverse țări. Aceasta este considerată prima hartă care alătură informații tehnice, științifice, precum și etnografice, religioase, etc. În aceeași perioadă, Alonso de Santa Cruz (1541) face primele încercări în redarea Americilor pe hartă. Alți cartografi precum Gastaldi, Zaltieri, Bertelli, Camocio, sunt angrenați în elaborarea unor valoroase Atlase geografice.
Din punct de vedere gnostic, această perioadă este extrem de prolifică, marile călătorii (Magellan, etc.), introducerea triangulației, cercetările lui Copernic, introducerea planșetei topografice, primul “teodolit” utilizat de Digges, toate acestea și multe altele contribuind decisiv la dezvoltarea științei cartografice.
Începând cu sec. al XVII-lea, tendința spre precizie în reprezentările cartografice este din ce în ce mai evidentă. Acest lucru nu ar fi fost realizabil fără aportul tehnicii. În acest sens, au fost de mare ajutor utilizarea triangulației (Snellius), descoperirea barometrului (Torricelli), perfecționarea pendulului, dezvoltarea principiilor cartometriei (Picard), cercetările privind forma Pământului (sferoid – Newton), etc.Hărțile nautice ale vremii sunt percepute ca instrumente indispensabile navigației.
Începând cu sec. al XVI-lea și al XVII-lea, producția continuă și diversificată de hărți conduce la apariția atlaselor. O bună parte din cartografii spanioli (în special cei din școala mallorcană) călătoresc și se stabilesc în Italia.

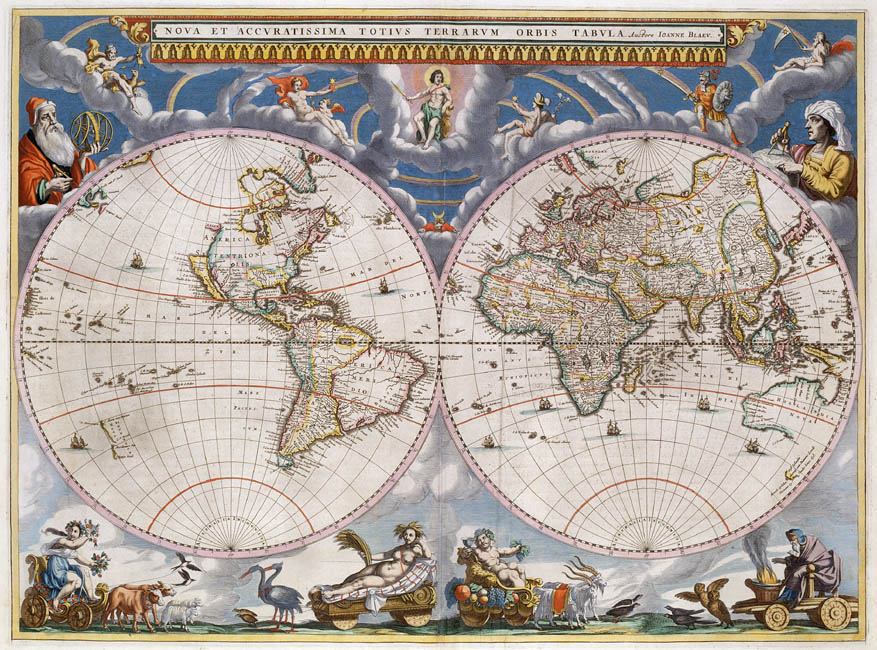
Johannes Blaeu - Harta lumii, 1664

În Olanda dezvoltarea cartografică are un mare avânt. Astfel Wilhelm Janszoon Blaeu (1571-1638) a elaborat “Novus Atlas” cunoscut ca „Geografia blaviana” conținând 6 tomuri și 400 de hărți. El face referiri la prima triangulație executată în Țările de Jos în anul 1610. Hărțile olandeze conțineau numeroase elemente decorative fin elaborate atât în interiorul cât și exteriorul hărții (roze ale vânturilor, animale reale și fantastice, etc.). De obicei, aceste decorațiuni ocupau zonele neexplorate, necunoscute. Alți cartografi celebri din Țările de Jos din această perioadă, au fost: Frederik de Wit, Hendrick Doncker, Johannes Janssonius, Justus Danckerts și Nicolas Vischer.
În Franța, Nicolas Sanson (1600-1667) aduce contribuții esențiale în dezvoltarea cartografiei. Unele din producțiile lui introduc erori (ca de exemplu mărimea Mediteranei sau Peninsula californiană reprezentată ca o insulă) însă cu toate acestea opera lui are un caracter remarcabil (de exemplu „Cartes Generales”, 1658). O parte din lucrările lui Sanson au fost continuate de ginerele acestuia, P. du Val. În anul 1668, ministrul Colbert a însărcinat Academia de Științe cu întocmirea hărții Franței. Misiunea a fost asumată de abatele Picard împreună cu astronomii Jean-Dominique Cassini și la Hire. Harta este publicată în anul 1693 și rectifică considerabil perimetrul Franței desenat de Sanson. Alți cartografi francezi de seamă ai momentului au fost: Nicolas de Fer (“Atlas Royal”), H.A. Jaillot (discipol al lui Sanson), J.B. Nohn, etc.
În Italia, Domenico Rossi, publică în 1692 un mare atlas în trei volume: „Mercurio Geografico”.
În Spania, Juan Bautista de Labana (portughez), realizează o hartă a Aragonului în 1615, utilizând triangulația. Se pare că aceasta a fost prima regiune reprezentată științific (matematic, geometric). Pedro Sierra publică în anul 1620 o hartă a Galiției și alte hărți regionale. Pedro Texeira Albernas (de asemenea portughez) publică în anul 1622 “Descripcion de las costas de Espana” și în anul 1656 „Plano de Madrid”. Francisco Ferrer elaborează în 1696 “Mapa General de Espana”.
În Țările de Jos, începând cu anul 1602 (anul înființării Companiei Olandeze a Indiilor Orientale), se regăsesc cei mai desăvârșiți cartografi ai acelor timpuri, cartografi care formează o adevărată hegemonie cartografică olandeză. Amsterdamul devine centrul european al producției de hărți. În fapt, acest lucru a fost posibil prin activitatea deosebită desfășurată de trei familii-firme: Hondius, Janson și Blaeu. Compania sus-amintită și-a înființat propriul serviciu cartografic și au fost elaborate hărți în proiecție Mercator, care se pretau cel mai bine la navigație.
Creatorul acestei proiecții, Gerardus Mercator, s-a născut în anul 1512. A studiat geografia, geometria și astronomia. În anul 1569 a publicat celebrul mapamond în care sunt reproduse coastele Americii Centrale, precizează continentul asiatic (inclusiv partea de SE a continentului). Mercator utilizează primul proiecția cilindrică care îi va purta numele și care stă la baza celei mai utilizate proiecții de astăzi: UTM (Universal Transversal Mercator). Lui îi datorăm proiecția loxodromică.
Marea hartă a Europei realizată de Mercator în anul 1554 prezintă o mare precizie în comparație cu hărțile anterioare. Mercator corectează longitudinea Mediteranei cu 9˚. În anul 1594 el publică opera sa completă, atlasul său fiind un exemplu pentru cartografii lumii. În același an, el trece în neființă. Mercator a fost primul care a utilizat cuvântul „atlas” pentru a desemna o colecție de hărți. Atlasul lui Mercator a avut succes imediat după publicarea lui. Consacrarea definită a fost însă dobândită de reeditarea din 1606 sub îndrumarea lui Hondius. Până în anul 1640, această lucrare a fost reeditată de 30 de ori.
Abraham Ortelius s-a născut în 1527 și s-a afirmat ca matematician înainte de a se dedica geografiei și cartografiei. În anul 1570 publică „Theatrum Orbis Terrarum”. Prima versiune a acestei lucrări cuprindea 70 de hărți (56 Europa, 10 Asia și Africa etc.) Pentru prima dată hărțile sunt acordate ca scară formatului adoptat, stabilindu-se și o ordine logică a lor: mapamond, Europa, Asia, Africa, Lumea Nouă. Lucrarea prezintă un înalt grad de sobrietate. În anul 1575, Ortelius a fost numit geograf la curtea regelui Filip al II-lea de Spania, poziție care i-a permis accesul la cunoștințele exploratorilor portughezi și spanioli. Acest lucru a fost fructificat prin actualizarea operei sale în anul 1612.
Willhelm Janszoon Blaeu a fost fondatorul unei familii celebre de cartografi, constructori de instrumente și editori care a dominat sec. al XVII-lea. Născut la Alkmaar, a studiat cu celebrul astronom Ticho Brahe. S-a stabilit la Amsterdam în anul 1598. În anul 1630 a publicat un atlas grandios în 11 volume (unul din ele fiind un atlas maritim). A condus Serviciul cartografic al Companiei Olandeze a Indiilor Orientale. La conducerea acestui serviciu i-a urmat fiul său. Acest serviciu a atins apogeul activității sale în jurul anului 1660 când avea peste 80 de angajați și tipărise peste un milion de exemplare de hărți.
Gerard și Cornelius de Jode au publicat în anul 1593 la Anvers „Speculum Orbis Terrarum” (în două volume). Prima parte a acestei lucrări includea o introducere sobră în cartografia matematică. De asemenea în această lucrare sunt bine reprezentate (pentru nivelul cunoștințelor acelor timpuri) regiunile polare. Sudul primește denumirea de Terra Australis incognita (păstrând tradiția Ptolemeică). Sunt bine reprezentate regiuni cum ar fi: America de Sud, Africa, Asia, Marea Roșie, insulele din Pacific, etc. Ediția din 1593 a atlasului devine foarte populară.
Lucas Waghenaer, pilot și cartograf, publică în anul 1583 primul atlas nautic numit „Spiegel der Zeevaerdt”. Hendrick Donker (1663) publică un reușit Atlas maritim pe care este bine conturată Australia. Federick de Wit (descendent al familiei Bleau), matematician și cartograf olandez, publică de asemenea o lucrare „Atlas” în stil baroc, lucrare considerată precisă și inovativă.
O contribuție remarcabilă în dezvoltarea cartografiei o are și familia Hondius. „Nouvel Atlas o Teatre du Monde” publicat în 1656 la Amsterdam avea inițial cinci volume la care a mai fost adăugat încă unul (atlas istoric). De această lucrare s-au ocupat succesiv: Joducus Hondius (considerat succesorul lui Mercator), fiul acestuia Henricus și mai apoi Jan Janson. Ediția definitivă a atlasului îmbogățit și completat de fiecare generație avea la ultima editare (1658-1661) un număr de 11 volume.
În aceeași perioadă, în Anglia, printre cei mai reprezentativi cartografi menționăm pe John Norden care a elaborat o hartă amănunțită a ținutului Hartfordshire în lucrarea „Speculum Britanniae” dedicată reginei Isabel a I-a. Norden introduce numeroase inovații. El reprezintă bine edificiile, spitalele, casele nobililor, morile, etc., el fiind precursorul cartografiei urbane. Harta elaborată de Norden are un sistem grafic de comunicare a distanței între centrele importante și folosește o scară grafică. O contribuție importantă în dezvoltarea cartografiei britanice o aduce și John Ogilby, prin lucrarea „Britannia” (1675). Alți specialiști englezi cu contribuții importante în dezvoltarea cartografiei au fost: Seller (1687), E. Halley (harta magnetică 1683), P. Thorton, Sheldon și alții. În comparație cu Țările de Jos, aici nu putem vorbi în această perioadă de afirmarea unei școli cartografice.
În alte țări europene eforturile cartografice au fost mai degrabă individuale, rezultând din situații circumstanțiale și nu în urma unui program strategic. În aceste sens putem menționa strădaniile unor cartografi cum ar fi: N. Claudianus (harta Boemiei, 1518), B. Wapowski (harta Poloniei, 1530), Ziegler (Scandinavia, 1532), Anton Vied (Moscova, 1542), Herberstein (Rusia, 1549), Lazius (Austria și Ungaria, 1561), Fabricius (Moravia, 1569), Oeder (Saxonia, 1586-1609), Schickhart (Wurttemberg, triangulație, scara 1:130.000, 1635), Beauplan (Ucraina, 1648), Martini (China, 1655), Remesov (Atlasul Siberiei, 1700), etc.

## Secolul al XVIII-lea

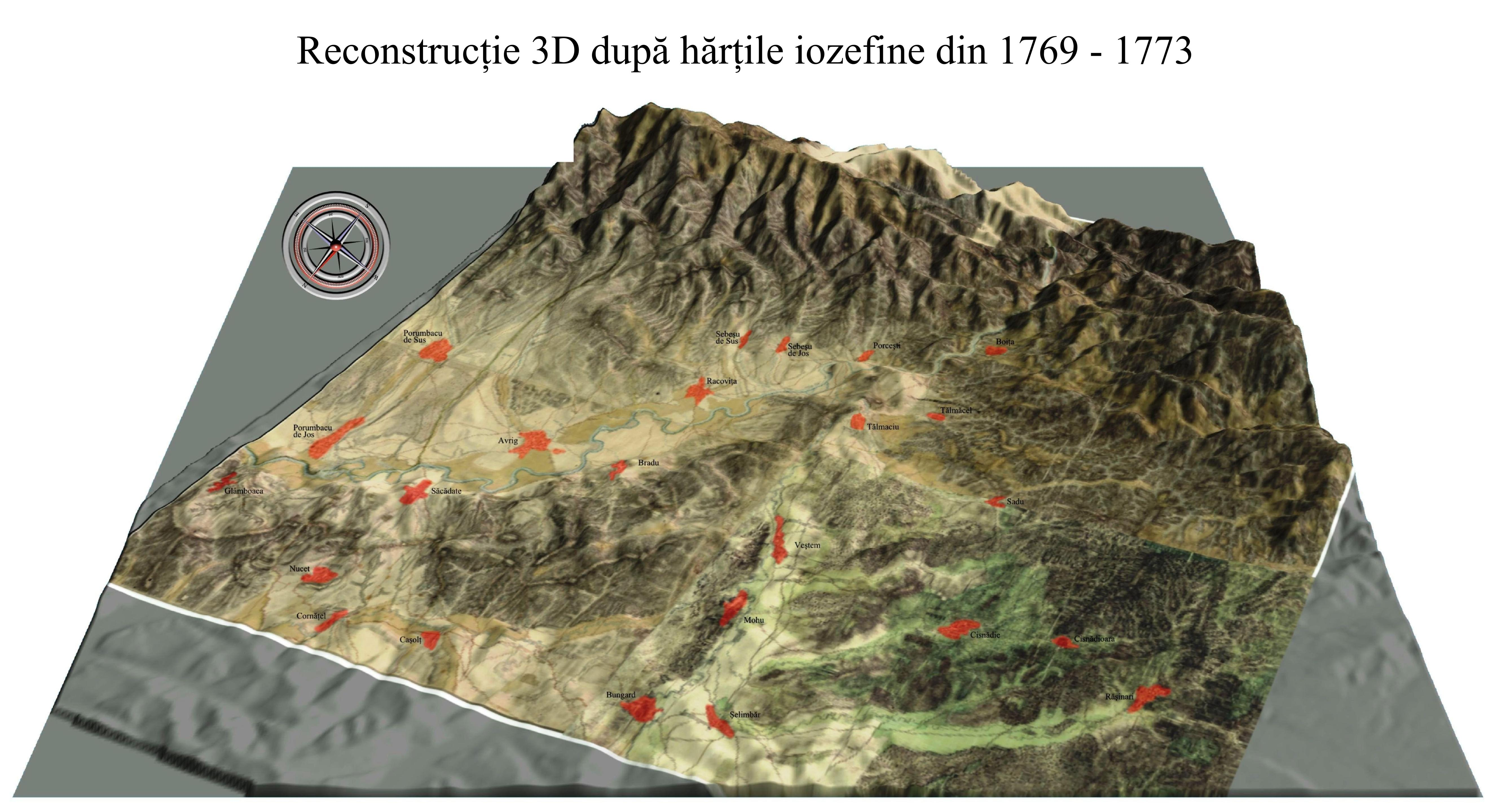
Reprezentare 3D folosind date SRTM și textură din hărțile iosefine

Descoperirile științifice, progresul tehnologiei, dezvoltarea și perfecționarea instrumentelor de măsură, toate acestea alături de efortul uman, au condus în acest secol la rezultate care înainte nici nu puteau fi visate.
Din punct de vedere conceptual, în acest secol, are loc o eliberare definitivă de influența Ptolemeică. În acest secol, arta cartografică devine știință cartografică. Încetul cu încetul, nu va mai fi permisă libertatea cartografilor de a improviza compoziții ornamentale care să estompeze lipsa cunoștințelor geografice (așa cum se proceda în perioada clasică a lui Ortelius). Cartografic vorbind, caracteristica sec. al XVIII-lea, reprezentarea altimetrică (curbele de nivel) alături de simbolistica cartografică, fac încetul cu încetul ca harta să devină un document științific mai degrabă decât artistic.
Dacă sec. al XVI-lea și al XVII-lea au fost secolele de aur ale cartografiei olandeze, sec. al XVIII-lea poate fi numit secolul școlii cartografice franceze. Contextul general era următorul: statele interesate de navigație organizează mari călătorii (explorări științifice) a căror scop (printre altele) era și acela de a determina precis coordonate în vederea definitivării și perfecționării hărților existente. Astfel de călătorii au efectuat englezul Cook, francezul Bougainville, spaniolul Malaspina sau rusul Kruzenstern.
În același timp, se organizează campanii de măsurători topografice în vederea determinării lungimii arcelor de meridian pentru precizarea formei și dimensiunilor Pământului. Această lucrare a presupus o rețea de 2000 de triunghiuri și determinarea a 18 baze. În anul 1744 Cassini începe lucrul la prima hartă topografică națională realizată în mod sistematic pe baze științifice. Această hartă, “Carte geometrique”, începe să apară în anul 1756, dar apariția tuturor celor 182 de foi care o compun (scara 1:86.400) a durat vreme de trei generații. La elaborarea acestei lucrări au mai participat: fiul lui Cassini, Cesar Francois Cassini (1714-1784) și fiul acestuia din urmă, Jacques Dominique Cassini (1784-1845). Elaborării atlaselor s-a dedicat Guillaume De l′Isle (1675-1726) care în “Atlas Nouveau” aduce corecții hărților olandeze elaborate de Sanson (se rectifică definitiv longitudinea Mediteranei de la 62˚ la 42˚, California este reprezentată ca peninsulă, etc.).
Phillipe Buache (1700-1773) realizează primul mapamond în care Terra este divizată în emisfere continentale și oceanice (1734) și pentru prima dată Canalul Mânecii este redat prin izobate. Preciziei geografice a lui De l′Isle i se poate alătura exactitatea topografică promovată de Jean Baptiste Bougnignon d’Anville. Acesta a realizat „Nouvelle Atlas de la Chine”, material cuprinzând 46 de hărți care fructifică cunoștințele misionarilor iezuiți. Jean Dupain Triel, topograf și cartograf, publică în anul 1791 o hartă a Franței în care reprezentarea reliefului este realizată prin curbe de nivel cu echidistanța de 10 toise, însoțită de un profil NS. Alți autori francezi care au publicat atlase remarcabile, au fost: Nicolas de Fer („L’Atlas Curieux” 1705), Jacques Chiquet, Robert de Vagoudy („Atlas Universel”) și Rigobert Bonne („Atlas Enciclopedique”). Toate aceste lucrări alături de hotărârea Academiei Franceze de a se trecere la sistemul metric zecimal, precum și apariția proiecțiilor Bonne, Lambert și Euler, ne îndreptățesc să afirmăm că în Europa sec. al XVIII-lea, Școala franceză de cartografie a avut un aport considerabil la dezvoltarea acestei științe.
În Țările de Jos, experiența acumulată de cartografi în secolele anterioare conduce la realizarea unui produs cartografic de o importanță deosebită pentru vremea respectivă și nu numai. Astfel, Cruquius utilizează pentru prima dată izobatele pentru reprezentarea batimetriei estuarului Merwede (Meusa și Waal). Lucrările încep în anul 1728 și sunt finalizate în anul 1730. Ulterior, această metodă va fi larg acceptată pentru reprezentarea reliefului (prin curbe de nivel) pe hărțile topografice.
În Anglia sec. al XVIII-lea, dezvoltarea navigației atrage după sine și dezvoltarea științei cartografice. Edmond Halley (1656-1742), inițiază crearea primelor hărți tematice. În anul 1700 publică o hartă a declinației magnetice din Atlantic, iar mai apoi, în 1702, extinde această reprezentare asupra întregii lumi (mai puțin zona Pacificului de unde nu dispunea de date). Aaron Arrowsmith (1750-1823) publică lucrări extrem de precis elaborate cum ar fi: Harta Oceanului Pacific (1798), și “General Atlas” (1817).

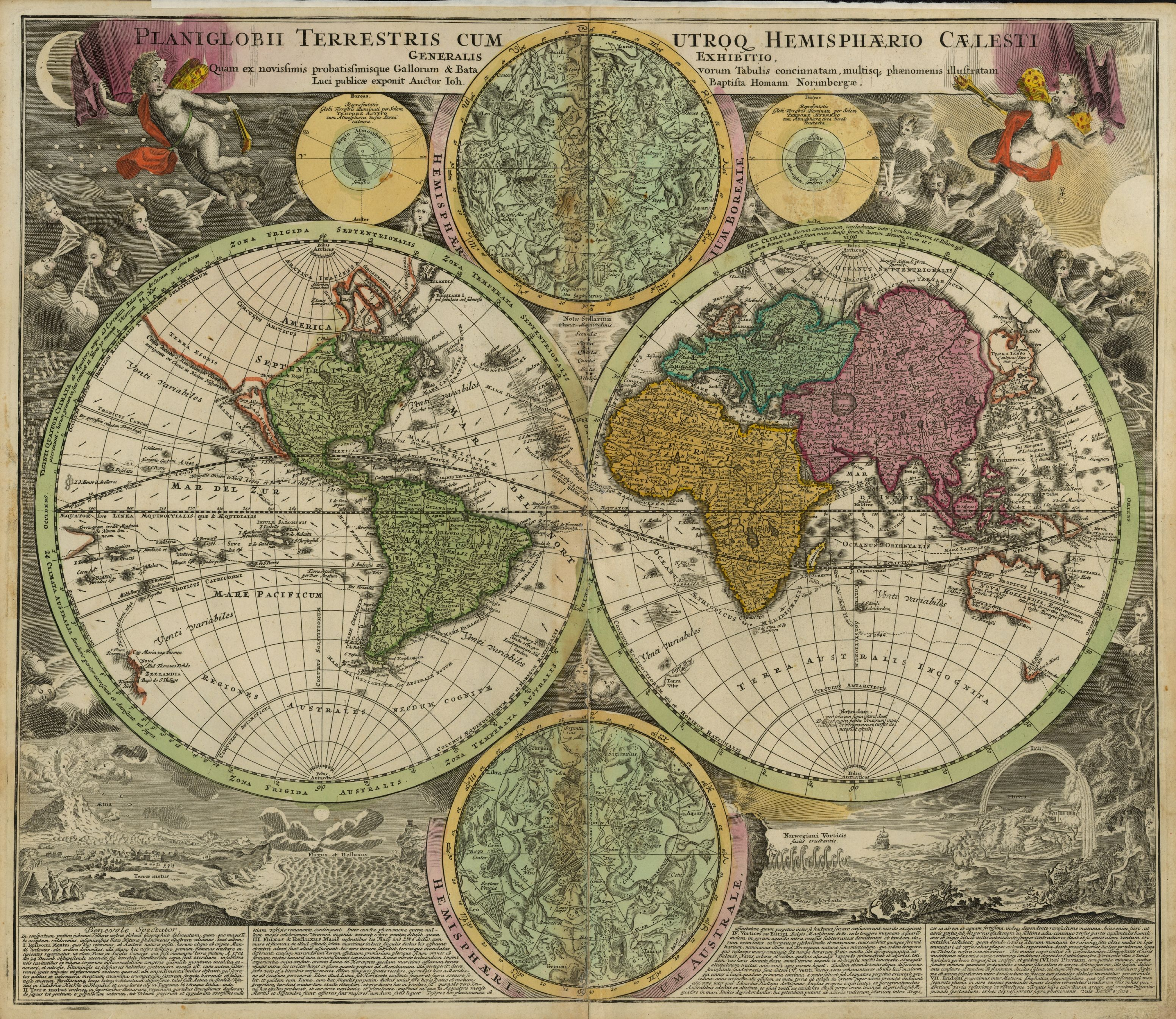
„Planiglobii Terrestris Cumutoq. Hemisphaerio Caelesti Generalis Exhibitio” apărută la Nurenberg, autor Johann Baptist Homann

În Germania, Johann Baptist Homann (1664-1724) din Nürnberg a publicat în anul 1707 un atlas cuprinzând 40 de hărți. Acest Atlas a fost atât de bine receptat încât a fost republicat de 126 de ori. Simultan, același autor a publicat numeroase atlase școlare. Caracteristica creației lui Homann este rigoarea maximă și un exces toponimic. Alți autori germani din epocă au fost: Friedrich Zurner, Leonhard Euler, Seutter, Roth, Johann Georg Schreiber, etc. În anul 1785 se pun bazele editurii Justus Perthes din Gotha, care va deveni faimoasă prin publicarea atlasului lui Adolf Stieler.
În Rusia, la inițiativa lui Petru cel Mare, Ivan Kirilov începe lucrările la “Atlasul Imperiului”, lucrare ce va fi terminată în anul 1745 sub conducerea matematicianului Leonhard Euler.

## Secolul al XIX-lea
Secolul al XIX-lea ar putea fi numit secolul cartografiei instituționale. Se caracterizează prin dezvoltarea serviciilor cartografice naționale. Era din ce în ce mai evident faptul că informația înseamnă putere. Aproape toate statele europene încep să-și organizeze servicii cartografice naționale proprii.
În Anglia, în 1791 este creat „Ordonance Survey” organism care între anii 1798-1853 definitivează triangulația țării, pentru ca între 1801-1870 să elaboreze prima ediție a hărții 1:63.360.
În Franța, Rigobert Bonne, la însărcinarea lui Napoleon, inițiază în anul 1808 realizarea hărții „Carte de France de L’Etat Major”, la scara 1:80.000, lucrare ce se va finaliza în 1882, și care la final va cuprinde 273 de foi. În Italia, se creează în 1872 „Instituto Geografico Militare”, care în perioada 1878-1903 va elabora harta țării la scara 1:100.000 (277 de foi). În Spania se creează în anul 1810 „Deposito de la Guerra”, care publică în anul 1865 „Mapa Militar Itinerario” la scara 1:500.000 în proiecție Bonne. Aceasta cuprindea 20 de foi (60×40 cm.) și era editată în trei culori. Începând cu anul 1883, aceeași instituție începe lucrul la „Mapa Militar Itinerario” La scara 1:200.000. Ea va fi finalizată în anul 1922.
În Elveția, Henri Dufour (1785-1875), director al Serviciului Geografic Federal, a condus lucrările în vederea elaborării hărții 1:100.000 (între anii 1842-1865) cunoscută ca „harta Dufour”. În anul 1870 debutează lucrările în vederea elaborării hărții “Siegfrid” la scara 1:50.000 respectiv 1:25.000, în proiecție Bonne și curbe de nivel. Această hartă de o calitate excepțională a fost finalizată în 1901, și apoi reeditată de numeroase ori. În Germania, între 1841-1909 este elaborată „Reichskarte” la scara 1:100.000. În Austria, în aceeași perioadă apare „Spezialkarte” la scara 1:75.000. În Rusia, între 1865-1871 este elaborată harta Imperiului Rus, cunoscută ca „harta Strelbitzki” la scara 1:420.000 (158 de foi). În ultimul an al sec. al XIX-lea, apare și o versiune mai detaliată 1:126.000. În SUA, anul 1879 reprezintă anul nașterii „United States Geological Survey”, organism desemnat să elaboreze hărțile topografice și geologice ale țării. În Portugalia „Instituto Geografico y Cadastral” publică între 1856-1894, „Carta General do Reino” la scara 1:100.000 (pe 37 de foi) în proiecție Bonne (cu meridianul de origine în Castillo de San Jorge).
Secolul al XIX-lea mai aduce: 1805 – proiecțiile Mollweide și Albers, 1812 – proiecția Bonne, 1882 – proiecția Gauss. Toate acestea precum și dezvoltarea fotografiei (1860-1870) au creat premisele dezvoltării științei cartografice în mod tehnic și instituțional.

## Secolul al XX-lea
Secolul al XX-lea a adus, așa cum era de așteptat, o revoluționare a științei cartografice prin dezvoltarea aerofotogrammetriei, a aparatelor electronice de ridicare topografică, prin utilizarea informației satelitare, și nu în ultimul rând prin apariția computerelor și a rețelei Internet.
Sfârșitul de secol XX aduce cu sine o nouă revoluție în știința cartografică, odată cu apariția cartografiei digitale.